# Legislatura dello stato della Louisiana
La Legislatura dello Stato della Louisiana (in inglese Louisiana State Legislature, in francese Législature d'État de Louisiane) è l'organo legislativo dello stato della Louisiana. 
È un organo bicamerale, comprendente la camera bassa, la Camera dei rappresentanti della Louisiana con 105 rappresentanti, e la camera alta, il Senato dello Stato della Louisiana con 39 senatori. I membri di ciascuna camera sono eletti da collegi uninominali.